# Wouter Kotte

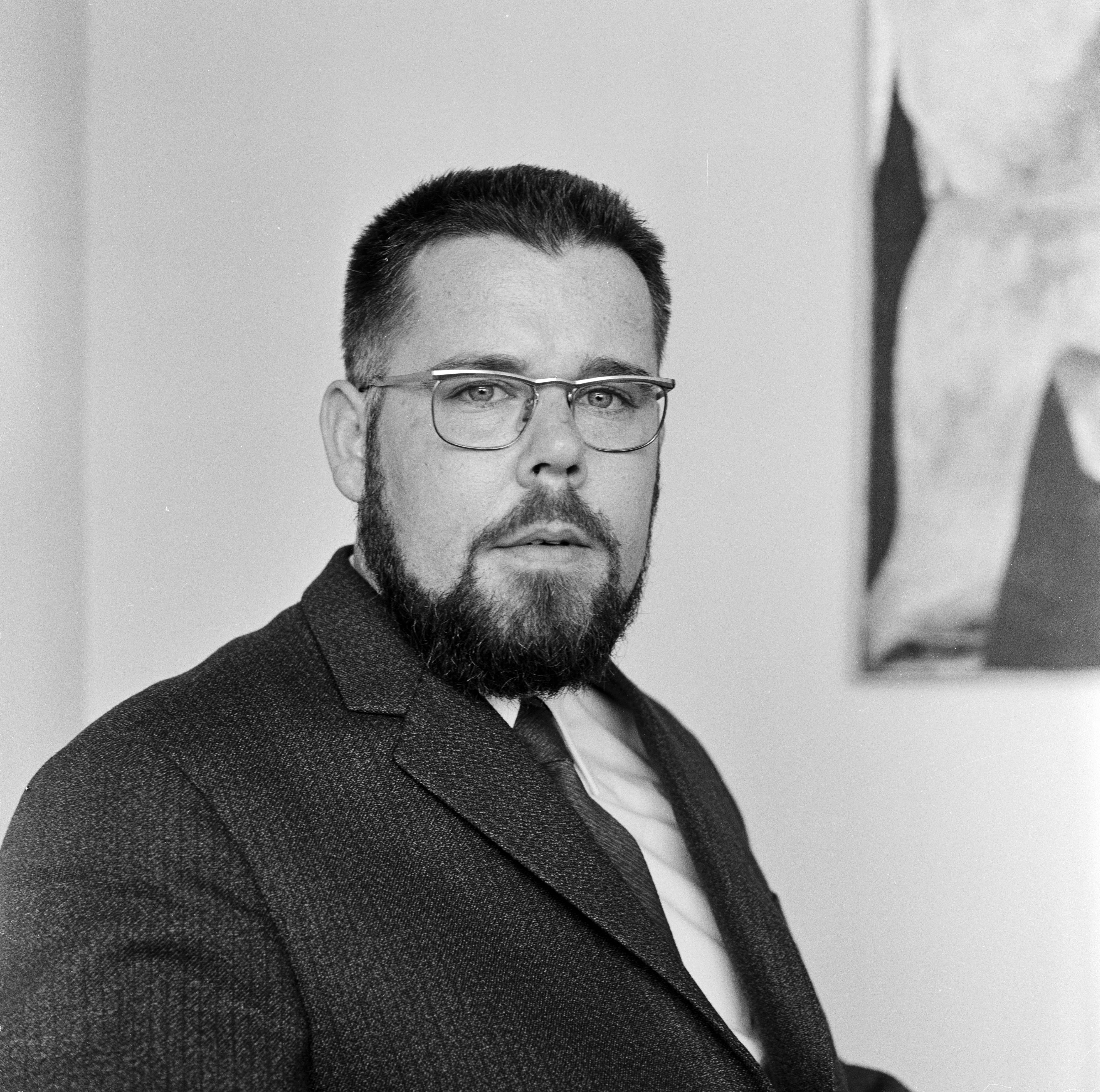
Portret van Wouter Kotte, 1968

Wouter Kotte (Arnhem, 30 december 1933 - Düsseldorf, 8 december 1998) was een Nederlands dichter en museumdirecteur. Hij verwierf bekendheid als publicist en als directeur van het Museum Hedendaagse Kunst-Utrecht in Utrecht.

## Levensloop
Wouter Kotte studeerde geschiedenis en kunstgeschiedenis. Zijn eerste uitgaven van poëzie ontstonden in Arnhem. In zijn publicaties thematiseerde hij vooral de parallen van denken en uitbeelden. Hij maakte als dichter ook beeldende collages en werken in gemengde techniek op papier.
Drs. Wouter Kotte organiseerde in de jaren 1970 en 1980 tentoonstellingen in het museum Hedendaagse Kunst-Utrecht, dat bestond van 1964 tot 1990. en gevestigd was in het pand 'Achter de Dom'. 
Het museum verkreeg internationale erkenning door zijn 'pedagogiek van de hedendaagse kunst'. Wisselende exposities signaleerden actuele ontwikkelingen in de beeldende kunst en gingen vergezeld van beknopte publicaties hierover. Tot de kunstenaars waarover Kotte publiceerde behoren Marcel Duchamp, Gerhard Richter, Gaston De Mey en velen meer.
Na zijn pensionering verhuisde Kotte naar Düsseldorf waar hij zich volledig concentreerde op zijn poëzie, vanaf toen in het Duits.